# Історичний національний урядовий парк Асука
34°27′56″ пн. ш. 135°48′13″ сх. д. / 34.465555555556° пн. ш. 135.80369444444° сх. д.
Історичний національний урядовий парк Асука (国営飛鳥歴史公園, Kokuei Asuka Rekishi Kōen) — національний урядовий парк, заснований у Асуці, префектура Нара, Японія в 1974 році. Парк складається з п’яти зон: район Амакасі-но-Ока, де є обсерваторія з видом на старі столиці Асука та Фудзівара-кьо та Ямато Санзан; район Івайдо, так само з видом на Ямато Сандзан, а також на терасові рисові поля "Внутрішньої Асуки"; район Ішібутай; район Такамацузука; і район курганів Кітора  .